# Gabi Roth
Gabi Roth (Lörrach, 8 mei 1967) is een atleet uit Duitsland.
In 1989 werd ze derde bij de Europese Indoorkampioenschappen.
Op de Olympische Zomerspelen van Barcelone in 1992 nam Roth deel aan de 100 meter hordelopen. Ze strandde in de halve finales.

## Privé
Gabi Roth was gehuwd met olympisch handbalspeler Ulrich Roth.
- World Athletics: 14279441